# عقاب الحيات الأندمانية
عقاب الحيات الأندمانية (الاسم العلمي Spilornis elgini) (بالإنجليزية Andaman serpent eagle)، طائر جارح من النعبول وفصيلة البازية. موطنها جزر أندمان في جنوب شرق الهند. موائلها الطبيعية الغابات الرطبة المنخفضة وغابات الأيكة الساحلية الشبه الاستوائية أو المدارية. إنها مهددة بفقدان موائلها الطبيعية.

## معرض صور

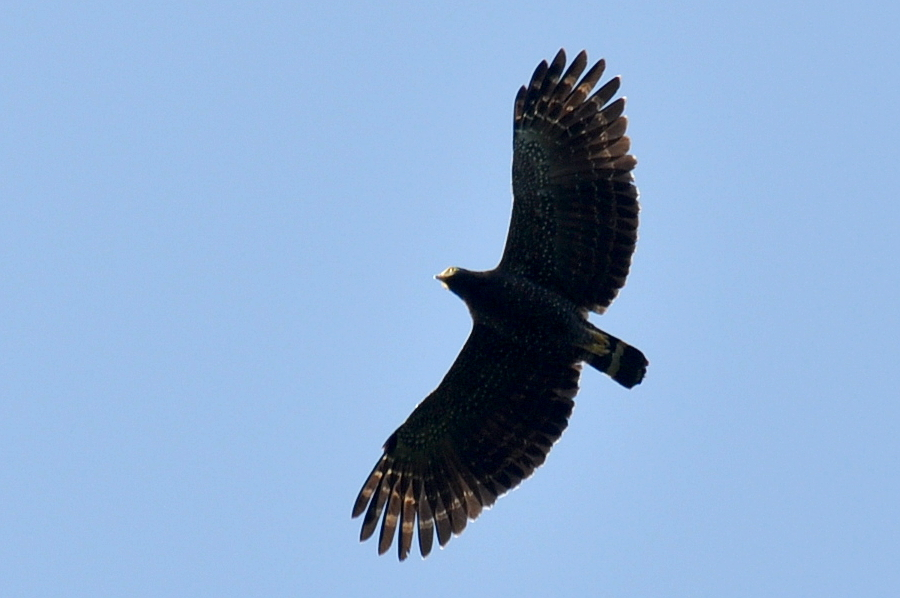
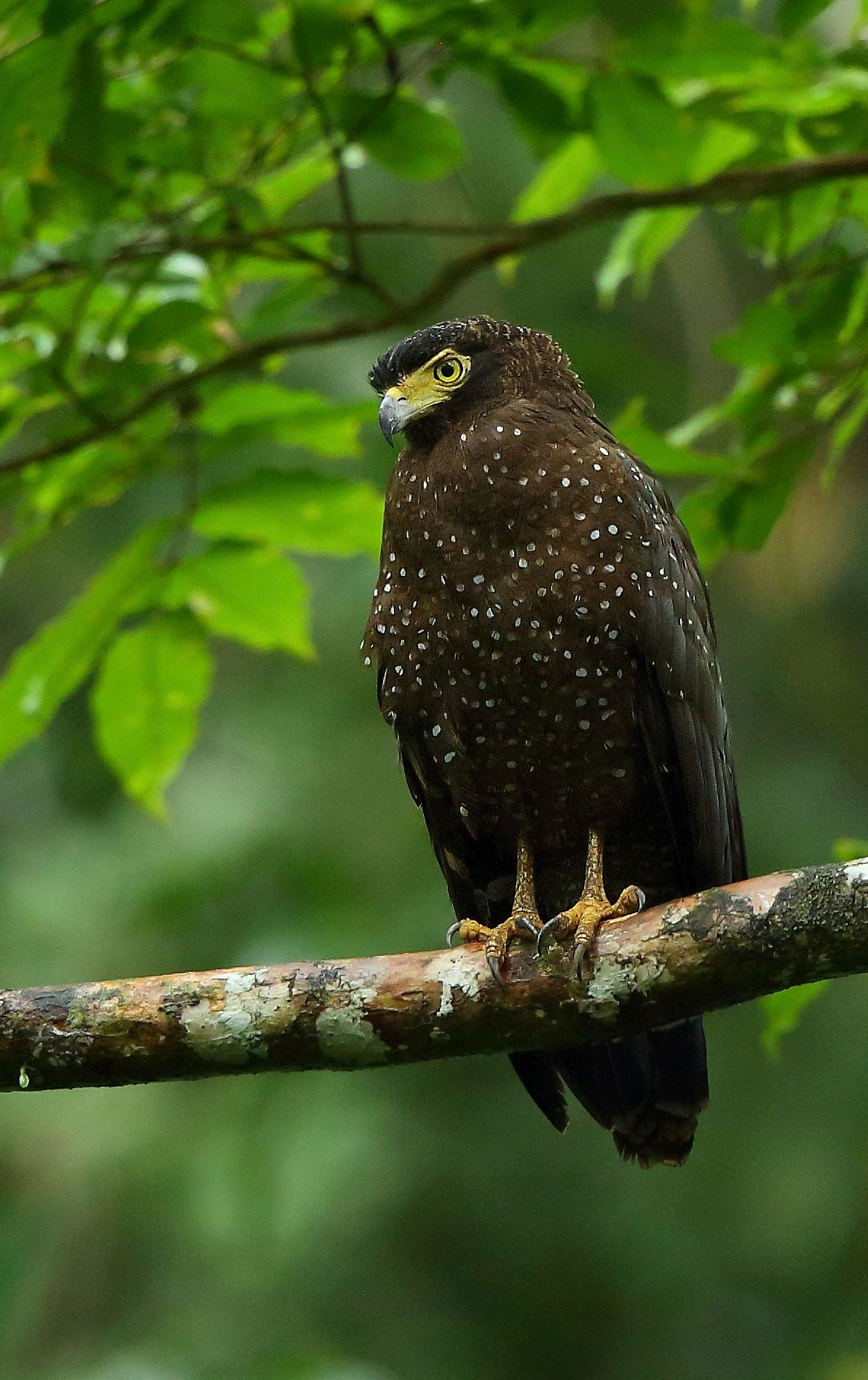
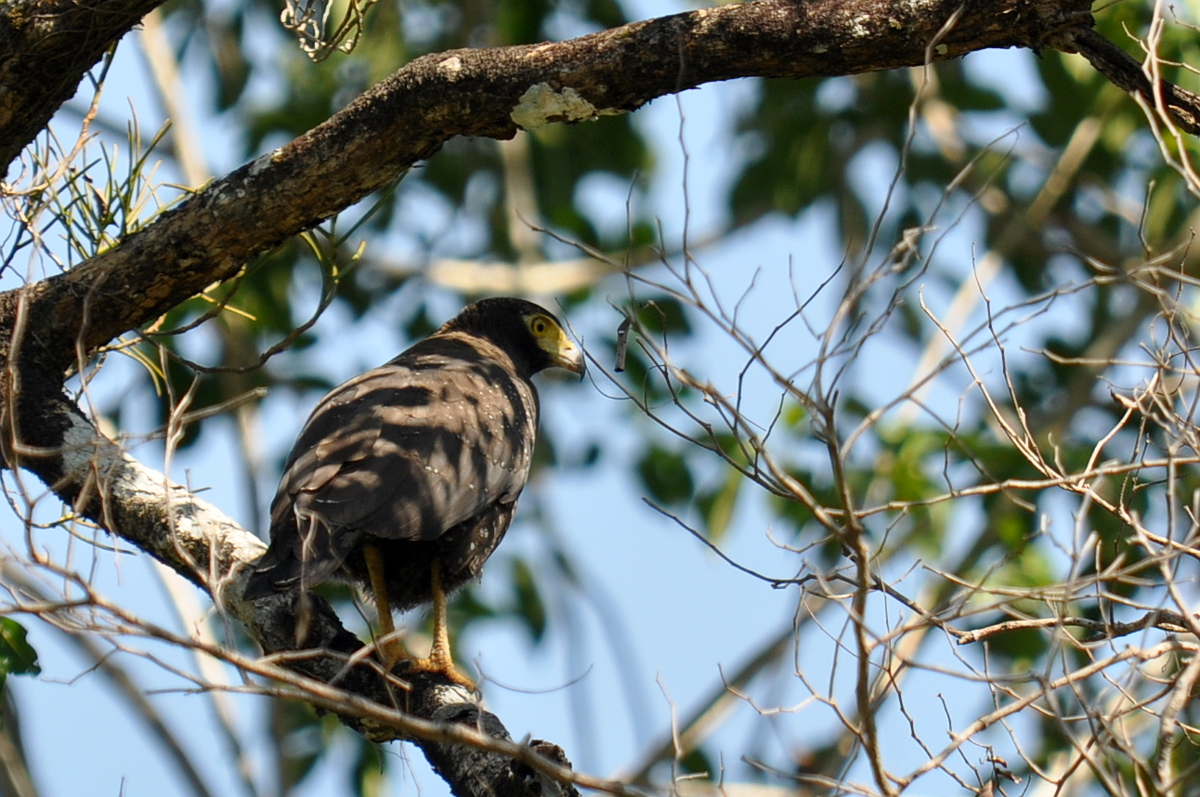
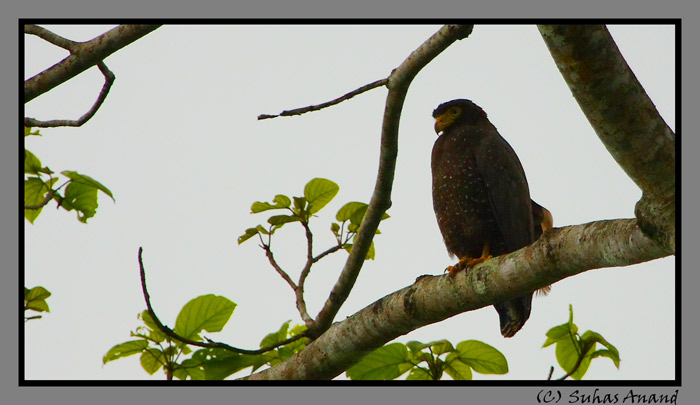